# ロシア貯蓄銀行
ロシア貯蓄銀行 (ロシアちょちくぎんこう、ロシア語: Сбербанк России, Sberbank Rossii) は、ロシア最大の商業銀行。正式社名はロシア連邦貯蓄銀行 (Сберегательный банк Российской Федерации, Savings Bank of the Russian Federation)。通称スベルバンクあるいはズベルバンク (Сбербанк, Sberbank)。

## 概要
世界の資本主義国で上から20位に入る大銀行。個人預金の47.9％、消費者ローンの31％、そして国内企業に対する貸出の31％をズベルバンクが行った（2011年）。営業圏は首都から辺境までゆきとどいており、多国籍企業となってもいる（カザフスタン・ウクライナ・ベラルーシ・ドイツ・インド・中華人民共和国）。ズベルバンクはロシア国立銀行（1860年設立）の預金業務を継承したものであるが、ルーツは1841年の勅令で設けられたズベル金庫までさかのぼることができる。ソビエト連邦の崩壊でゴスバンク（旧ロシア国立銀行）がロシア連邦中央銀行となるとき、預金業務が民営化されてズベルバンクとなった。ロシアの中央銀行はズベルバンク全株式の約2/3を保有してきたが、ユーロ危機で2012年中に7.6％を売却することになった。
2003年、ロスネフチのユーロ債10億ドルを発行した。そして全て売却した。
2006-7年という世界金融危機の潜伏期間に、VTBと併せて住宅ローンの約60％を貸し出していた。
ズベルバンクはロンドン証券取引所とフランクフルト証券取引所に米国預託証券を上場している。2011年からバンク・オブ・ニューヨーク・メロンを預託先としてきたが、2017年4月にホームページでJPモルガン・チェースに変更すると発表した。
ズベルバンクとアルファ銀行の店舗は、2014年ウクライナ騒乱でナショナリストの破壊行為に遭った。
2016年4月、ズベルバンクはイメージ戦略担当としてポデスタ（Podesta Group）を雇用した。
スプートニク報道によると、2017年10月ごろ中央銀行が前代未聞の勢いで金塊を買い漁ったが、その背景には、2018年ズベルバンクが中国へ10-15トンを再輸出する計画が存在した。
2022年にロシアがウクライナへ侵攻（後述）すると、欧米各国は経済制裁を発動。当初、ズベルバンクは規模と影響の大きさから、これら制裁対象から除外されていたが、侵攻が長期化するとアメリカ合衆国はズベルバンクも制裁対象に追加、各国も追随した。日本の三菱UFJ銀行、三井住友銀行、みずほ銀行の3メガバンクも3月26日までドル取引の中止を決定した。
2020年以来、ズベルバンクはニュースサイトLenta.ruとGazeta.ruの事実上の所有者であり、侵攻以降、この2つのメディアに対して「ルーブルの為替レート、特にその暴落の可能性について書かないこと」「制裁を受けた金融機関からお金を引き出したいと思わせるような文章を掲載しないこと」という独自の禁止令を言い渡したという。また「難民に関わるネガティブな事件」「食料価格の高騰報道」「現金の引き出し制限」、さらには「ロシアの中国への屈服」についても書くことを禁じていたと同年8月15日に報じられた。

## 沿革

### ロシア預金戦争
1841年、ニコライ1世がズベル金庫を設立した（Sberkassa）。これはドイツ系のロシア官僚ゲオルク・フォン・カンクリン（Georg von Cancrin）が行った金融改革であった。クリミア戦争後、ロシアでは近代化を目的とした性急な投資が行われ、1858-9年に銀行危機がおこった。ズベルバンクの前身たる銀行群は、貴族らの所領を担保とした貸付を停止した。これが抵当流れや所領の国有化に発展するかどうか、政治問題として長いこと議論されて農奴解放令という妥協点が見出された。政争のさなか1860年に国立銀行が設立されて、そこへズベルバンクとなるズベル金庫が編入された。1862年、業容は人口7000万に対して14万口座と合計預金850万ルーブルしかなかった。しかしドイツから人、物、そして金が流れてきて、この銀行ネットは拡大していった。1880年代には特に大きく成長した。1895年には4000支店と個人口座200万を抱えるほどになったが、1890年代の拡大には露仏同盟も影響した。1895年セルゲイ・ヴィッテが推進した金融改革で金本位制が採用されて、ロシアに外資預金をひきつけた。日露戦争の戦費は公債で賄われたが、それは基本的にズベル金庫が保証した。預金している国が交戦していなければ、そういうことができるのである。第一次世界大戦では預金しているドイツとフランスが敵対した。ロシア政府は政府紙幣を発行するしかなくなった。こうして軍需物資の不足したことがロシア革命を早めた。革命者レーニンは銀行立国スイスに亡命していた。

### スターリン時代
1917年10月、国内の全商業銀行が閉店した。12月の法令で露亜銀行のような商業銀行がロシア国立銀行に編入された。ズベル金庫も国有化された。法人口座が接収され、個人口座は維持された。ヴャチェスラフ・メンジンスキーが貯蓄事務局をつくらせた。その中でズベル金庫を再生しようとして、ロシア革命下の物々交換経済に挫折した。ネップのとき政府紙幣が氾濫したことを受けて、グリゴリー・ソコリニコフとレオニド・ユロフスキー（Leonid Yurovsky）が兌換銀行券（Chervonets）も導入した。1924年までに兌換券が政府紙幣を駆逐した。1923年に国立銀行はゴスバンクとなって（Gosbank）、1929年に貯蓄事務局（旧ズベル金庫）が大蔵省へ移管された。（重工業に投資できるよう）貯蓄が奨励されたが、誰も預ける金をもたなかった。1930-32年にゴスバンクは専門化、縦割り行政化した。漸く1935-40年の五カ年計画で戦前の貯蓄水準を回復した。
ズベルバンクと新ロシアの関係は農奴解放令からの因縁である。枢軸国が19世紀末から新ロシアで農業を展開していたところ、五ヵ年計画期のホロドモールがウクライナ農業を壊滅させた。これが独ソ戦の伏線となった。フランスの金融力は軍事作戦で敗れてなお、ソ連を使役してナチスを駆逐した。ソ連は独ソ戦に勝利すると、ウクライナ等で綿花を大量生産して世界一の増加率で輸出した。貯蓄事務局は自然改造計画へ投資した。価格の暴落する1952年までに、預金額が戦前の水準を回復した。輸出により取得した外貨はスターリンが守っていた。しかし彼の死後はユーロダラーとして運用された。1963年、貯蓄事務局はゴスバンクに編入された。ユニバーサル・バンクとしてユーロ市場にデビューしたのである。ゴスバンク以外の銀行がロシアからなくなったので、ロシア人はゴスバンクに預けるしかなかった。1972年、ソ連のユーロダラーは凶作で穀物メジャーに流れた。

### 二度の財政危機
ユーロダラーの主要な保有者がすっかり交代したので、運用しているユーロバンクの勢力図も変わってしまった（セカンダリー・バンキング危機）。ソ連は債務国に転落した。経済と軍事をめぐり、フランスとアメリカに対する外交で何度も譲歩しなければならなくなった。ペレストロイカを敢行するほど、ソ連経済は追い詰められていったのである。
ゴスバンクの預金業務は拡大してゆき、1988年にゴスバンクが中央と5つの専門銀行に分化した。現在のVTBとかズベルバンクはゴスバンク由来の専門銀行であった。銀行業の自由化により現金だけが数年で普及してゆき、多くの小売店で深刻な商品不足が続いた。ゴスバンクの預金業務は1991年に民営化されてズベルバンクとなった。76の地銀が出資するジョイント・ストック・カンパニーとなったのである。この地銀は帝政時代のズベル金庫と関係がなく、自由化のとき雨後の筍のように設立されたものである。1992年に価格統制が解かれてインフレがおこった。ズベルバンクは同年初めに預金封鎖を実施した。1993年にズベルバンク会長が交代した（Pavel ZhikarevからOleg Yashinへ）。1993年までにロシア連邦中央銀行がズベルバンクの支配権を握った。財務省は完全支配をめざした。膨大なゼロクーポン債（GKO）を消化させていたからである。1995年までにズベルバンクのロシア預金業務におけるシェアは60％くらいに落ち込んでいた。銀行間取引市場が麻痺したときに預金が戻ってきて、シェアを70％超まで回復した。麻痺の背景には設備更新があった。1994年ズベルバンクがヒューレット・パッカードとユニシスに全支店のコンピュータ化と本店のクリアリングを委託した。そして新しい本部をモスクワの真ん中に建てはじめた。1995年初頭に元副財務大臣のアンドレイ・カズミン（Andrei Kazmin）がズベルバンクの新会長となった。彼はGKOビジネスの収益を裏づけとして拡大路線を打ち出した。1997年に海外の機関投資家がズベルバンクへ資本参加した。ズベルバンクはルーブル建てGKOをドル建てユーロ債に替えることのできる特権銀行であったので、翌1998年ロシア財政危機が起きたときに深手を負わずにすんだ。

### 国際化の舞台裏
財政危機の間、インコムバンクやSBS-Agro、そしてメナテップといったメガバンクの預金は、政府の救済措置によってズベルバンクに移すことができた。しかしドル建て預金の利率は危機前のルーブル価にもとづいて低かったようだ。ズベルバンクは44万口座を新設した。個人預金の85％がズベルバンクへ集中した。ズベルバンクはGKOビジネスから鉱業投資へ軸足を移した。1999年に貸付額が2-3倍に増加した。ロシア公債を追加発行できるか見極めるため、国際通貨基金がズベルバンクの貸付内容を調べたいと申し入れた。2000年7月にズベルバンクは要求の一つを受け入れて、国際会計基準による結果を公表したが、透明性は十分でなかった。2001年、既発株より安く新株を発行してしまい、エドモンド・サフラのエルミタージュ（Hermitage Capital Management）が不公平を訴えた。ズベルバンクは無視した。2003年、エルミタージュがロンドンの銀行会議でズベルバンクのリスキーなオーバーローンを批判した。ズベルバンクの個人預金におけるシェアは70％を切った。シェアを奪った無保証の中小銀行は資金洗浄の巣窟になっていた。これを中央銀行のアンドレ（Andrey Kozlov）が駆逐しようとした。2006年、しかし、免許を取り消された銀行の経営者（Alexei Frenkel）に殺されてしまった。2008年、ズベルバンクの貸倒は1000億ルーブルに達した。2009年、ベラルーシの老舗BPS銀行の経営権を握り、さらにドイツとインドへ進出した。2012年、フォルクス・バンク・インターナショナル（VBI）を完全買収した。
2011年9月にズベルバンクはJPモルガン・チェースから輸出促進のため1億ドルを借り入れた。2012年、デニズバンクを買収するとき、ドイツ銀行とロスチャイルド、そしてグループ内の国際運用部門（CIB）がズベルバンクのフィナンシャル・アドバイザーだった。2013年1月、ズベルバンクはモルガンとRBSとゴールドマン・サックスの人材を登用した。

### 2022年ロシアのウクライナ侵攻
2022年ロシアのウクライナ侵攻に対して、アメリカは真っ先にズベルバンクに対してドル決済を禁じる独自制裁を科すなど各国は金融制裁の検討に入った。
2022年2月28日、ズベルバンク・ヨーロッパ、クロアチア部門、スロベニア部門が破綻もしくは破綻しそうだと欧州中央銀行が発表した。2022年3月2日、ズベルバンクはスイス以外のヨーロッパから撤退すると発表した。ロンドン証券取引所では侵攻前9ドル強であった株価が、同年3月1日時点で1ドル以下に暴落した。

## 参照項目
- ウクライナ貯蓄銀行
- ロシアの十大銀行 (The Ten Largest Banks in Russia)：ロシア貯蓄銀行、VTBバンク、ガスプロムバンク、アルファ銀行など